# Gyalecta
Гіалекта (Gyalecta) — рід грибів родини Gyalectaceae. Назва вперше опублікована 1808 року.
В Україні зростає гіалекта стовбурова (Gyalecta truncigena), занесена в Червону книгу України (2009 р.).

## Галерея

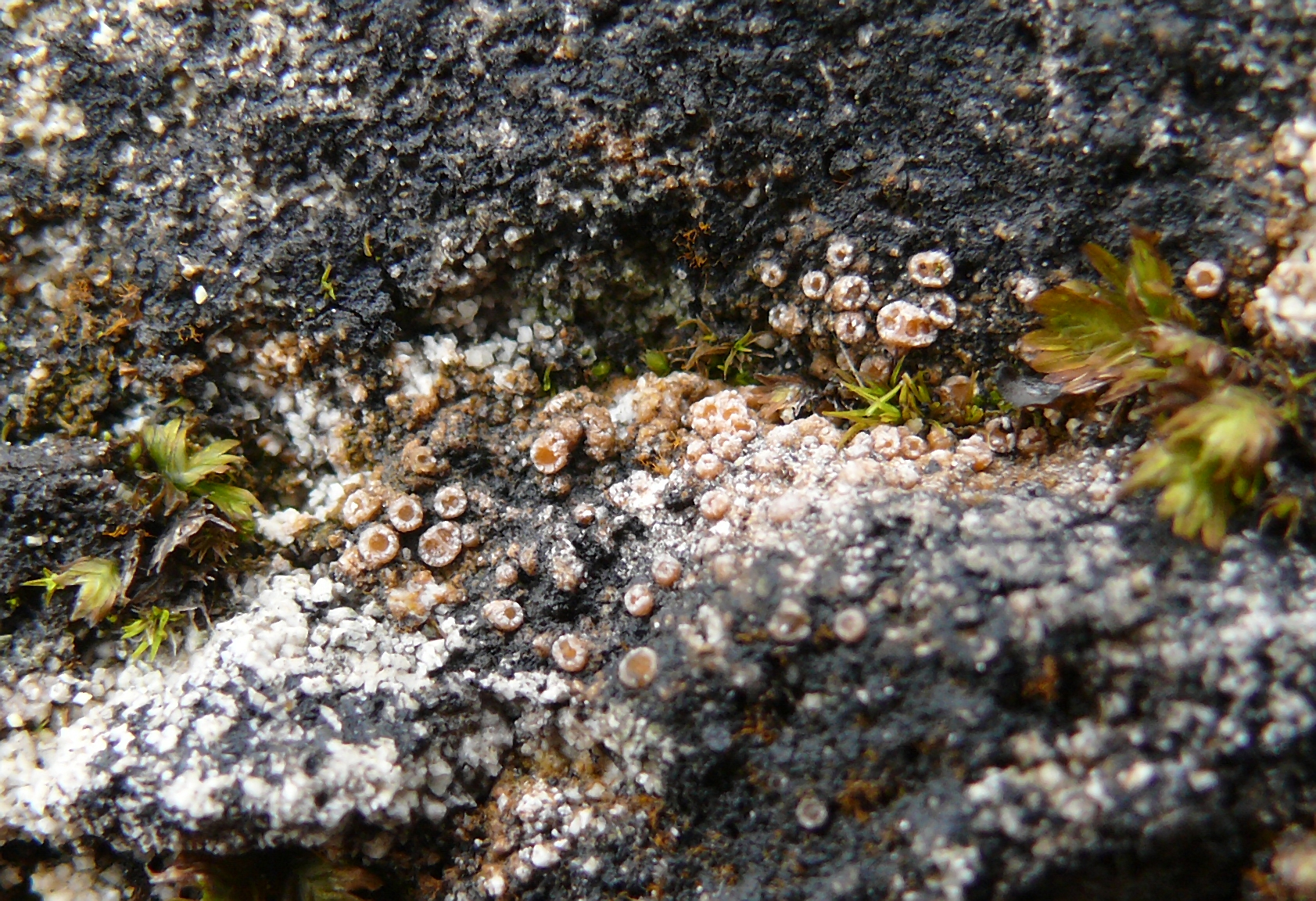
Gyalecta jenensis
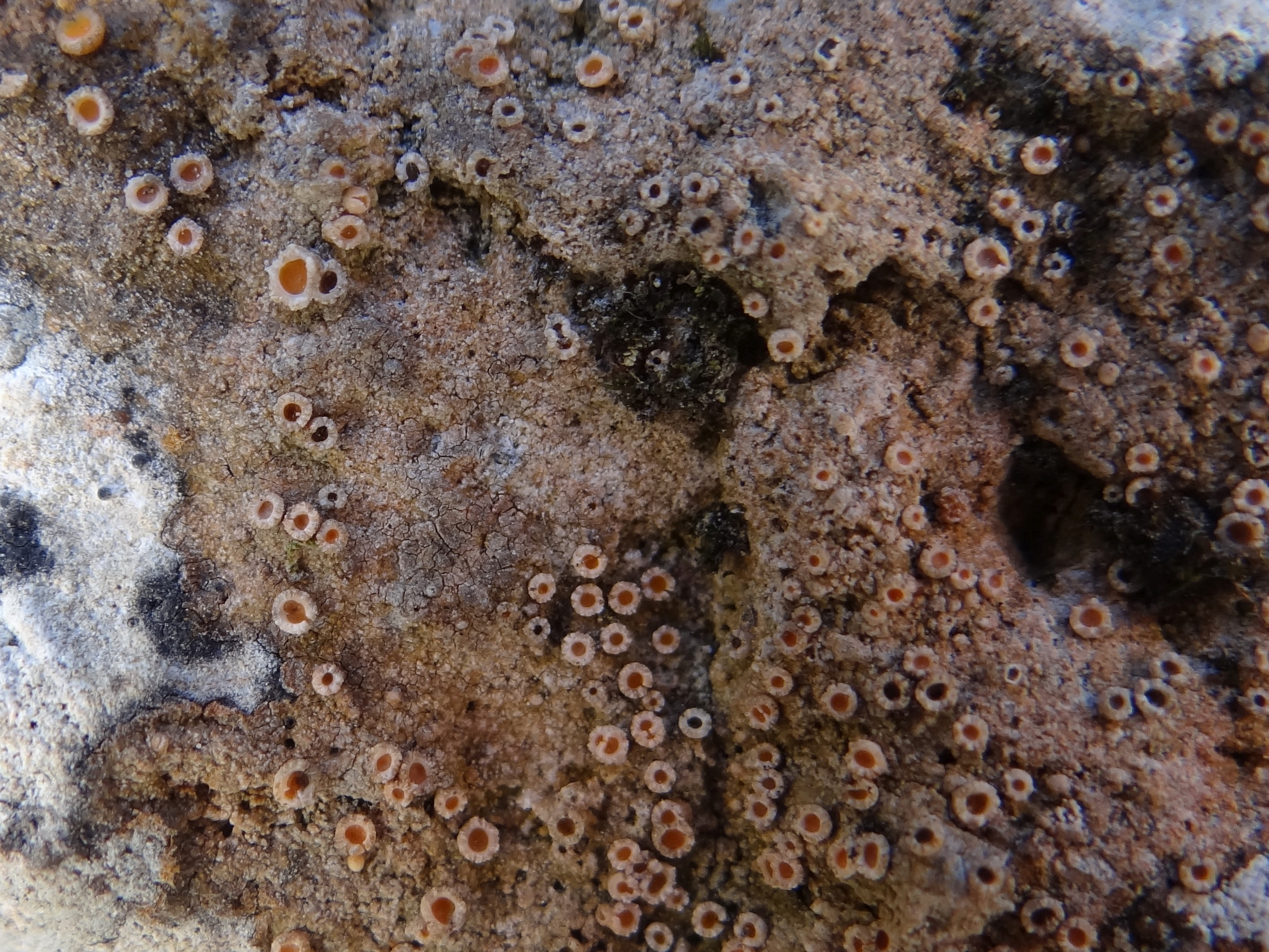
Gyalecta jenensis
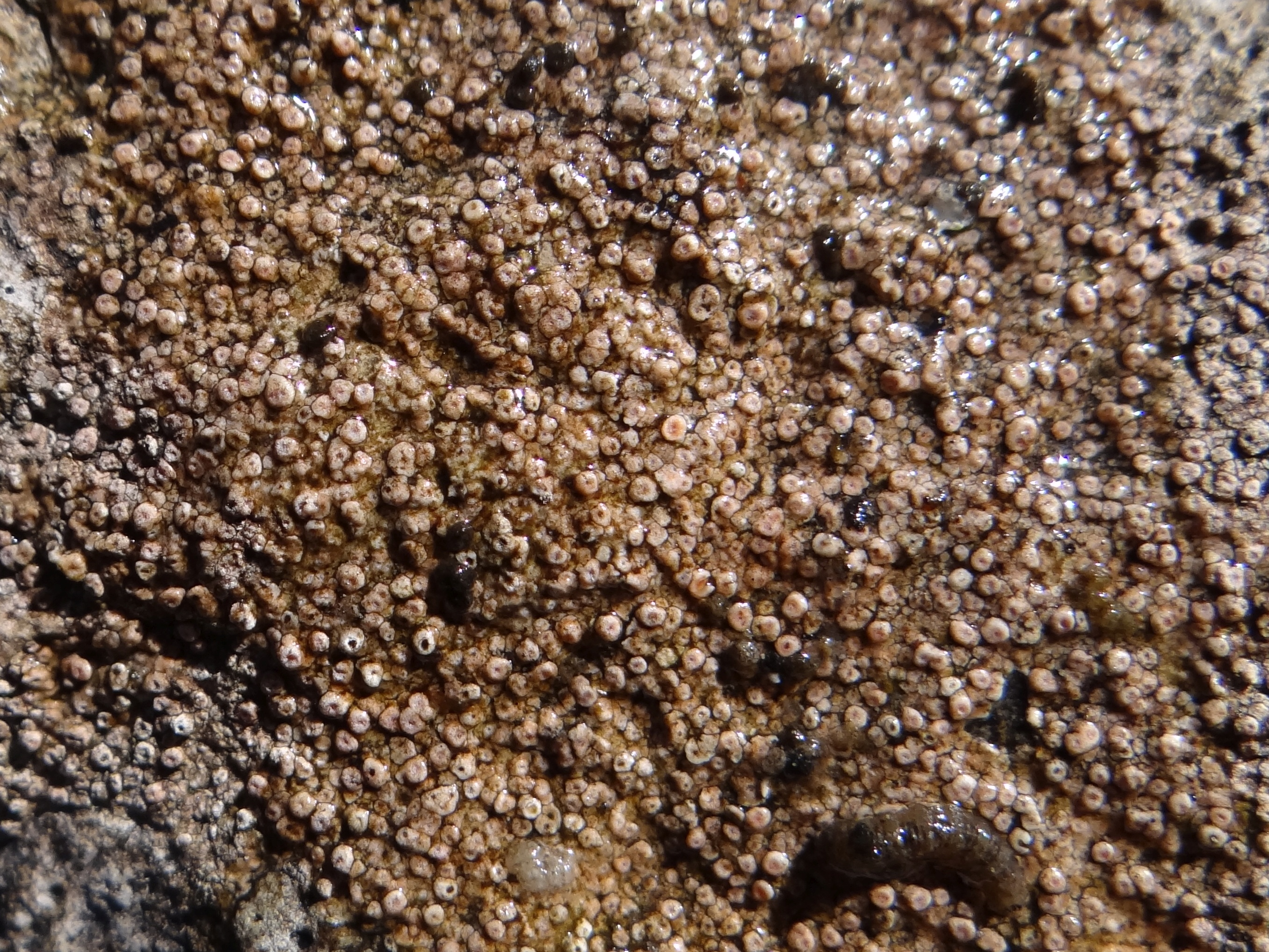
Gyalecta jenensis